# Doraemon (trò chơi điện tử 1986)
Doraemon (Famicom) (ドラえもん (ファミコン)) hay còn được biết đến với tên Doraemon (NES)  là bộ trò chơi điện tử được ra mắt ngày 12 tháng 12 năm 1986 tại Nhật Bản dựa trên các ấn phẩm Doraemon như truyện tranh và các bộ phim hoạt hình. Trò chơi đã trở thành một trong những trò chơi điện tử trên hệ Famicom (hay còn gọi là NES - Nintendo Entertainment System) bán chạy nhất với 1,15 triệu bản.

## Cách chơi
Trong trò chơi này, Doraemon phải du hành qua ba chương khác nhau để cứu Nobita và những người bạn của cậu, những người đã bị bắt cóc. Mỗi thế giới thực sự là một trò chơi khác nhau với phong cách thể loại và hệ thống chơi riêng, được thiết kế bởi một nhà thiết kế chính khác nhau. Chương đầu là game hành động lấy bối cảnh tiên hiệp cuộn liên tục bốn hướng. Chương thứ hai là một trò chơi bắn súng tự động cuộn qua hang ác theo cả chiều ngang và chiều dọc. Chương thứ ba là một trò chơi phiêu lưu dưới nước trong đó mỗi màn hình sẽ chuyển sang màn tiếp theo. Mỗi thế giới phải được hoàn thành bằng cách đánh bại một con trùm ở cuối. Sau đó, người chơi sẽ chuyển sang chương tiếp theo, cho đến khi cả ba con trùm đã bị đánh bại. Mỗi chương có thể tăng sức mạnh để tăng sức mạnh và đồng hồ đo sức khỏe của Doraemon.

## Nhân vật
Các nhân vật trong trò chơi:
- Doraemon
- Nobita
- Shizuka
- Suneo
- Jaian